# Theodosia westwoodi
Theodosia westwoodi är en skalbaggsart som beskrevs av Thomson 1880. Theodosia westwoodi ingår i släktet Theodosia och familjen Cetoniidae. Inga underarter finns listade i Catalogue of Life.